# 82896 Vaubaillon
82896 Vaubaillon è un asteroide della fascia principale. Scoperto nel 2001, presenta un'orbita caratterizzata da un semiasse maggiore pari a 2,7666901 UA e da un'eccentricità di 0,0178062, inclinata di 1,30632° rispetto all'eclittica.
L'asteroide è dedicato all'astronomo francese Jérémie Vaubaillon.